# Сова Андрій Корнійович
Андрі́й Корні́йович Сова́  (17 (30) грудня 1912, Одеса, Російська імперія — 11 грудня 1994, Київ, Україна) — український актор, гуморист, майстер художнього слова. Народний артист Української РСР (1965).

## Життєпис
Народився на одеській Молдаванці. Дитинство провів на Балківській вулиці в будинку діда Онуфрія. Коли підріс, віддали в приватний дитячий садок Клавдії Шевельової, де його навчали читати, декламувати, ліпити, малювати та правил хорошого тону. За це навчання мати віддавала майже половину місячного заробітку. Через бурхливі події 1917—1920 років студії припинилися. Аби перебути лихоліття, сім'я перебралася до родичів на Полтавщину. Там А. Сова закінчив два класи. Коли повернулися додому, дід вже помер.
В Одесі пішов навчатися в школу імені Івана Франка, де працювало безліч гуртків — спортивний, хоровий, танцювальний, драматичний. До революції там був Інститут шляхетних дівчат. З щирим теплом згадував артист учителів німецької, російської мов, а особливо — української, Костя Федоровича Арсені. У школі підліток уперше вийшов на сцену як герой п'єси «Робін Гуд».
Після загальноосвітньої школи Андрій Сова вступив до школи плавскладу. Про той час він написав у спогадах «Дорога до сміху»: «Моряками станемо! А там — матрос, чи капітан, чи кочегар, — значення не мало. Головне — море». Моторист І класу мріяв про Сейшели, далекі мандри, а потрапив на МТС у степове село — готувати трактори до сівби. Лише на двадцять першому році життя отримав «Морехідну книжку» й дістав направлення на теплохід «Цюрупа». В рейсах почав виявлятися талант майбутнього артиста: в закутку біля трюму збиралася вільна від чергування команда (це місце жартома називали брехайлівкою), і часто чулося: «Совушко, підкинь трошки гумору. Зобрази парочку речей із власного життя».
У 1935 році вступив до Одеського театрального училища, яке закінчив 1938 року. Перша кінороль і одразу одна з провідних — у фільмі Мирона Білинського «Стара фортеця». У ньому грав і Марк Бернес, який почав заохочувати юнака: «Розпрямляй крила, Сово, на всю широчінь». Потім брав участь у фільмах «Морський яструб», «В далекому плаванні», «Максимко», «У мирні дні», «Блакитні дороги». Та хотілося чогось гумористичного. Отож зголосився на роль орангутанга в «Таємничому острові» Бориса Шелонцева. У фільмі "Танкер «Дербент» знімався з відомими акторами Василем Меркур'євим, Юхимом Копеляном, Лідією Сухаревською, в «Морському яструбі» — з Іваном Переверзєвим, Леонідом Кмітом, Ростиславом Сушкевичем. Кінцівку «Морського яструба» довелося змінити, бо вже почалася німецько-радянська війна. Сценарій адаптували до подій 1941 року Юрій Олеша і Веніамін Рискінд. Працювали під бомбами. Море було «нашпиговане» мінами. Дознімали картину на Каспії, монтували в Тбілісі. Там і звістка застала, що Одесу захопили окупанти.
Студія евакуювалася до Ташкента. Сова одразу попрямував до військкомату, але Марк Бернес порекомендував колегу режисеру Леонідові Лукову на роль артилериста в фільмі «Два бійці». За його участю створено також картини «У далекому плаванні», «Я — чорноморець».
Повернувся до Одеси в травні 1945 року. Там чекали на нього лише старенький батько і сестра Марія: мати померла, загинув на фронті старший брат. І тут познайомився з Амвросієм Бучмою. Зустріч стала доленосною.

## Київський період
Київський період розпочався зі вступу до Театру Радянської Армії. Завершилося й холостяцьке життя тридцятип'ятирічного актора: зустрів молоденьку артистку Галину Жирову. Побралися. Але цьому передувала цікава історія. Спочатку звернула увагу не дівчина, а її мама. Майбутня теща виділила серед інших чоловіка, який згодом став улюбленим зятем, сказавши доньці: «Придивися до нього. Він — талант!» (До слова, Андрій Корнійович дуже шанував Валентину Олександрівну. Навіть оселилися поруч із нею. І завжди привозив подарунки. Як кажуть, теща й зять жили душа в душу, бо були ті душі молоді до скону. Валентина Андріївна розказала, як старенька насмішила до сліз усю родину. Коли Андрій Корнійович повернувся з Америки і завітав до тещі з презентом, вона жартома запитала: «Андрюшо, а як там із сексом?» Мовляв, у нас про них пишуть казна-що. У цьому шлюбі народилися прекрасні діти: Олександр та Валентина. Син, який нині працює перекладачем при МАГАТЕ у Відні, й досі вдячний татові за те, що навчив його не халтурити, все робити ґрунтовно. Рід Сови продовжують онука Ольга — тлумач з французької, німецької та англійської мов, і маленька правнучка Софійка.)
Згодом театр ліквідували. Хлопці та дівчата створили «веселу й співочу бригаду», мандрували селами й містами України. Виступали де випаде — в клунях, у коморах, на полі. При гасових лампах, свічках або й при місячному сяйві. Музика, пісні, романси і, звичайно, гумор. Потім група розпалася. Дружина Сови — Галина Жирова — стала актрисою Театру імені Лесі Українки. Андрій Корнійович залишився при філармонії і повністю перейшов на гумор. Заприятелював зі Степаном Олійником. Щира дружба тривала все життя.
Репертуар розширювався. На мініатюри Павла Глазового натрапив випадково, взявши в бібліотеці збірку невідомого на той час автора. Це вже потім заприязнилися. Обговорювали теми, радилися з різних питань. Як згадував артист, часто він бував у сатирика і вдома, і на роботі, та жодного разу не повернувся з порожніми руками.
Перший сольний концерт у Колонному залі філармонії імені Миколи Лисенка відбувся при аншлазі. Коли в 1959 році створили «Укрконцерт», аудиторія ще розширилася. Юхим Березін і Юрій Тимошенко поставили спектакль до декади української літератури та мистецтва в Москві. Серед його учасників був і Андрій Сова. Виступили з тріумфом. Саме під час декади — 23 листопада 1960 року — Андрій Корнійович дістав аж дві чудові звістки: про народження доньки Валентини та про присвоєння йому звання заслуженого артиста УРСР.
Нова програма, концерти у Великому театрі СРСР, у Ермітажі, Ленінградському театрі естради, по всіх куточках неосяжної держави — від Соловецьких островів аж до Сахаліну. Часто з ним їздила донька.
Були також виступи в Польщі, Німеччині, Чехословаччині, Америці, Франції, Канаді.
У домі Сови часто бували Юрій Гуляєв, Юрій Тимошенко, Юхим Березін, Таранець і Ретвицький, Діана Петриненко, Павло Глазовий.
30 жовтня 1965 року земляки запросили Андрія Корнійовича на святкування знаменної події — присвоєння Одесі звання міста-героя. Через тиждень Сова став народним артистом УРСР.
Потім було 16 років боротьби з тяжкою хворобою. Та не здавався: щодня сувора дієта (вівсяна каша без солі, з морською капустою чи яблуком, горіхами), щоб бодай не набрати зайвого кілограма, бо ходити й так тяжко. Гімнастика за будь-якої погоди (40 хвилин вправ щоранку). І робота з учнями: протягом багатьох років тричі на тиждень приходили до нього на Червоноармійську студенти Київського училища естрадно-циркового мистецтва по науку. Викладати в Театральному інституті імені Карпенка-Карого не дозволили: мовляв, не має вищої освіти.
Писав спогади, гумористичні оповідання з власного життя. Дуже багато читав. Особливо цінував Чехова — за лаконізм, конкретику і вміння побачити головне. Єдине, що докучало, — біль. Іноді скаржився доні: «Коли б хоч на секунду його позбутися, який би я був щасливий!» Та не хотів нікого обтяжувати своїми клопотами. На милицях обслуговував себе сам. Дружину відпускав на тривалі гастролі. Навіть заохочував, бо ніщо не повинно порушувати життєвий ритм.
Усе робив з артистизмом. Якщо писав комусь поздоровлення, то обов'язково щось дотепно віршував, компонував колаж. Любив тишу. Дуже йому не подобалося, коли треба було кудись їхати. В таксі (своєї машини не мав) прикривав характерний ніс рукою. Щоб не впізнали.

Могила Андрія Сови

Помер 11 грудня 1994 року. Похований 13 грудня на Байковому кладовищі (ділянка № 52).
В Одесі з 2000 року кожного вересня проводять Всеукраїнський конкурс виконавців і авторів гумору та сатири, естрадного та фольклорного мистецтва імені Андрія Сови.

## Фільмографія
1. 1941: Танкер «Дербент» — матрос Алексєєв
2. 1941: Бойова кінозбірка № 8 — боєць
3. 1941: Таємничий острів — Джуп
4. 1941: Морський яструб — рульовий на «В'ятці»
5. 1942: Бойова кінозбірка № 11 — партизан («Кар'єра лейтенанта Гоппа»)
6. 1943: Два бійці — артилерист
7. 1943: Зниклий безвісти — матрос
8. 1943: Я — чорноморець! — боцман
9. 1945: В далекому плаванні — писар Аксьонов
10. 1947: Я — чорноморець! — Стьопа Шувалов
11. 1947: Блакитні дороги — матрос
12. 1950: У мирні дні — Сучков
13. 1950: Щедре літо — гармоніст
14. 1952: Максимко — матрос Свистунов
15. 1954: Командир корабля — епізод
16. 1955: Тінь біля пірсу — Василь, веселий матрос
17. 1955: Море кличе — Грицько, рибалка
18. 1956: Є такий хлопець — епізод
19. 1956: Незвичайне літо — моряк з нічного патруля
20. 1962: Королева бензоколонки — Панас Петрович
21. 1968: Розвідники — боцман

## Нагроди
- Почесне звання «Народний артист Української РСР»

## Друковані твори
Сова А. К..Дорога до сміху: Сторінки біографії.-К.:Мистецтво,1986.-111 с..:іл.-(В опр) 1 крб.15 000 пр.